# إليوشن إل-18 (1946)
إليوشن إل-18  (بالإنجليزية: Ilyushin Il-18) هي طائرة خطوط جوية بأربع محركات كان أول طيران لها في 17 أغسطس 1946.